# Avelengo
Avelengo, vagy régi osztrák nevén Hafling, település Olaszországban, Bolzano autonóm megyében. Lakosainak száma 796 fő (2023. január 1.). Avelengo Merano, Sarentino, Scena és Verano községekkel határos.

## Fekvése
Bolzanotól 20 km-rel északnyugatra a hegyek között fekvő település.

## Címer
A település címerében szerepel a város jelképe egy természetes lófajta: a Haflingi kisló, három hegy és egy fenyőfa. A hegyek és a fenyves azt szimbolizálja, hogy a falu nagy magasságban található. A címert 1967-ben kapta a település.

## Története

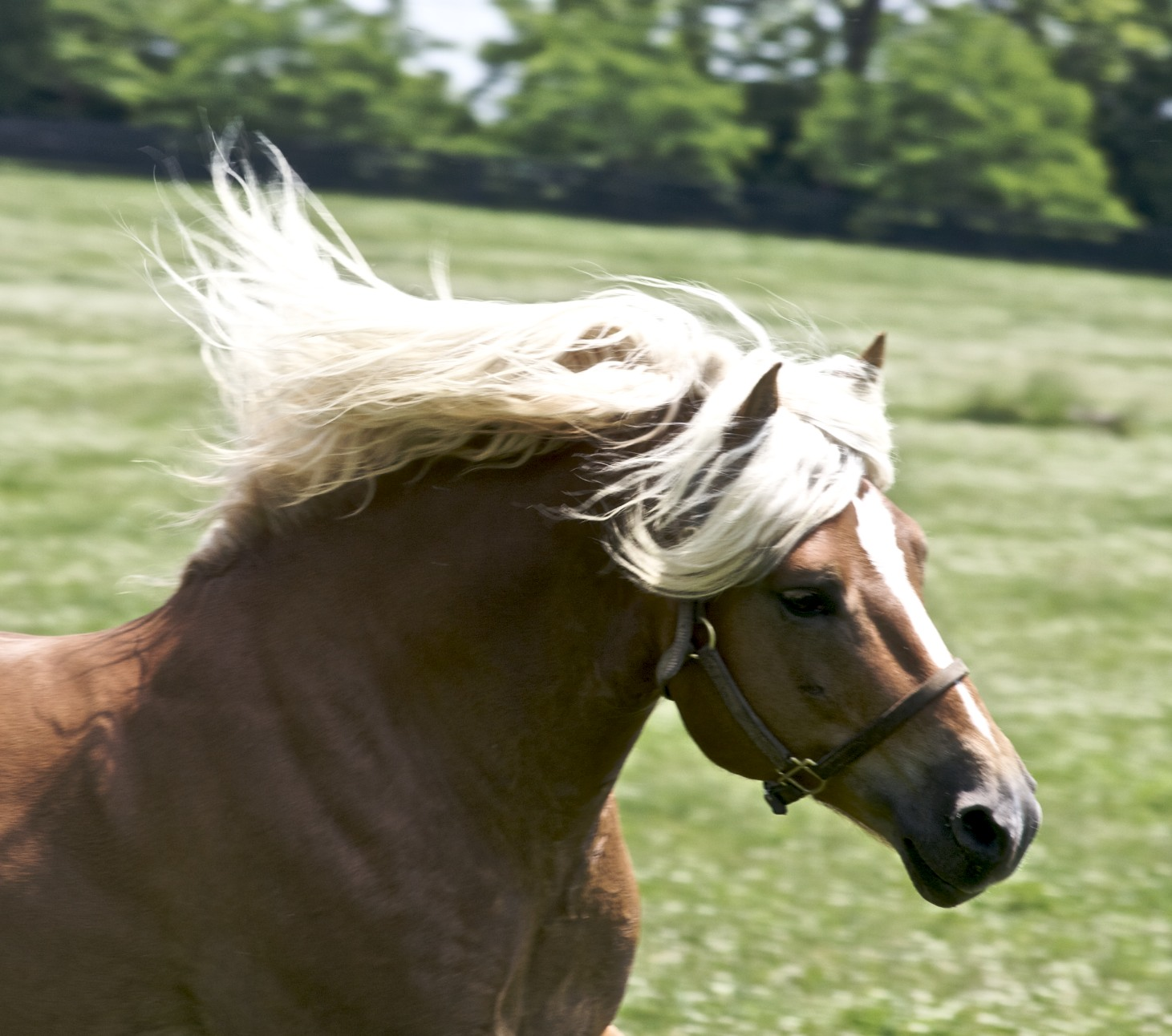
A haflingi ló

Hafling, vagy 1919-től olasz nevén Avelengo és környéke ősidők óta lakott. Az itt talált régészeti leletek eredete a vaskor-ig nyúlik vissza. A város középkori eredetű, ezt mutatják az 1288-ból való településnév felsorolások is.
Nevét 1170-ben említették először, mint "Hafningen, Haviningo, Heviningen, Heveninga", a név valószínűleg a Hafele pöttöm HAF („farm”) szóból származik. A terület 1919-ig Ausztria Tirol tartományához tartozott. Az 1919-es Saint Germain-i békeszerződés a tartományt kettészakította Észak- és Dél-Tirolra. Észak-Tirol továbbra is osztrák terület maradt, Dél-Tirol pedig Olaszországhoz került. A város 1931-ben Meranóba olvadt be, majd 1957-ben visszakapta mai nevét.

## Haflingi kisló

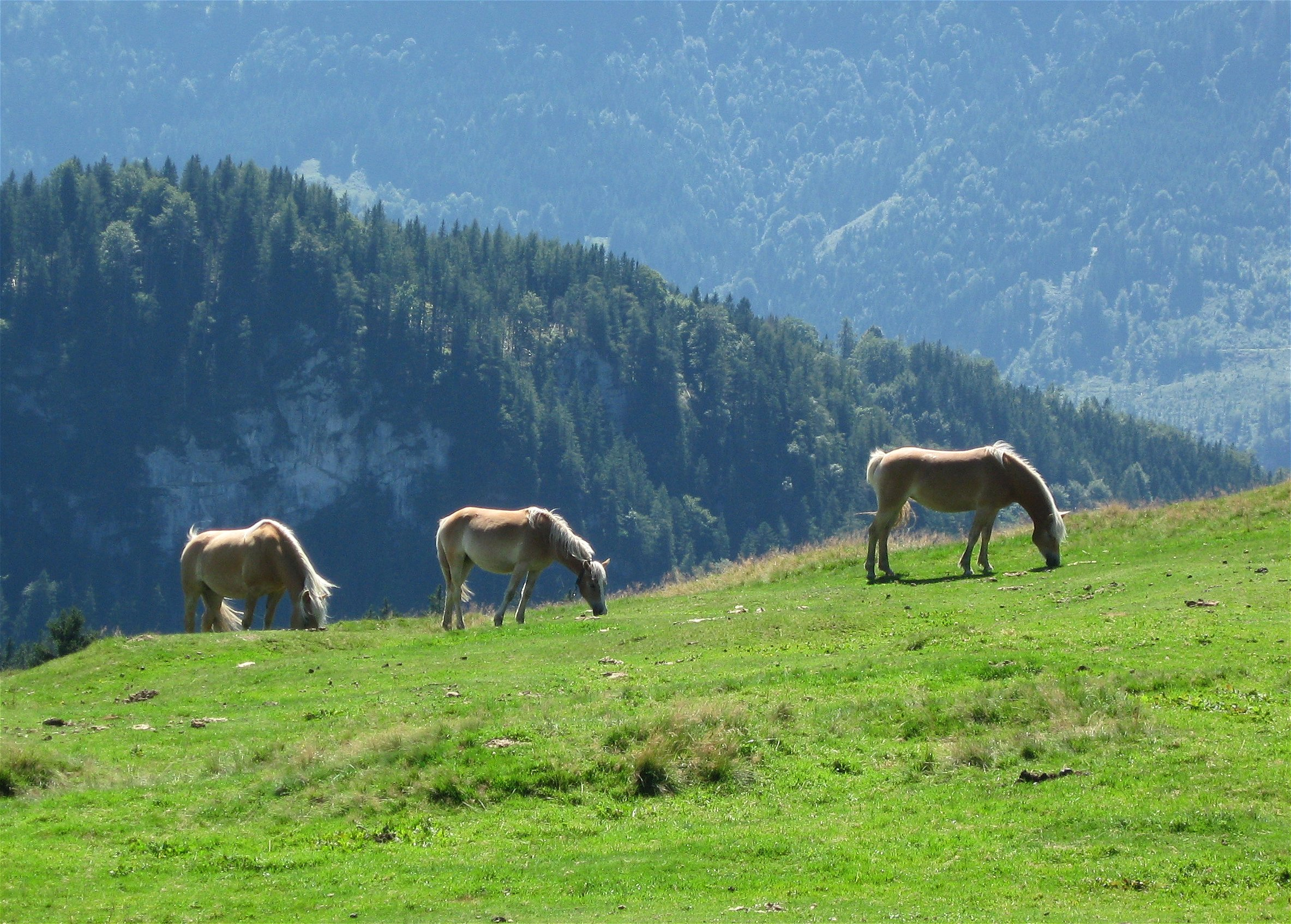
A Haflingi kisló legeltetése Dél-Tirol havasi rétjein

Hafling ról nevezték el azt az osztrák hidegvérű, kistermetű lófajtát, melyet Szőke szépség-nek is becéznek. A haflingi ló Dél-Tirol alpesi farmjairól származik. A területen őshonos, kis termetű lovak képezték a fajta alapját. Ezek a lovak hegyi málhás lovakként végezték mindennapi munkájukat Tirolban. A fajta kialakulásában a törököktől zsákmányolt arab lovak is részt vettek. A környező hegyvidék e biztos járású lovát egykor a helybeli parasztok málhás- és kocsilóként használták. Mára a világ minden táján megtalálható, négy földrészen 22 tenyésztőszervezet mintegy 250000 lovát vették regisztráció alá. A fajta tudatos tenyésztése az 1880-as évek utolsó negyedében indult el itt, Dél-Tirolban. Az első szakaszban néhány mén határozta meg a fajta kialakulását. Az 1870-ben született 249 Folie, fiai Folie és Hafling és az 1868-as születésű 133 El Bedavi XII. arab félvér ló is, amely működött Bábolnán is fedezőménként. Ez időtől számítjuk a fajtatiszta tenyésztést.

## Népesség
A település népességének változása:
| Lakosok száma | 709  | 763  | 770  | 796  |
|               | 2008 | 2017 | 2018 | 2023 |